# UTC−3
| Süd-Sommer-/Nord-NormalzeitSeegebiet | Nord-Sommer-/Süd-NormalzeitStandardzeit ganzjährig |

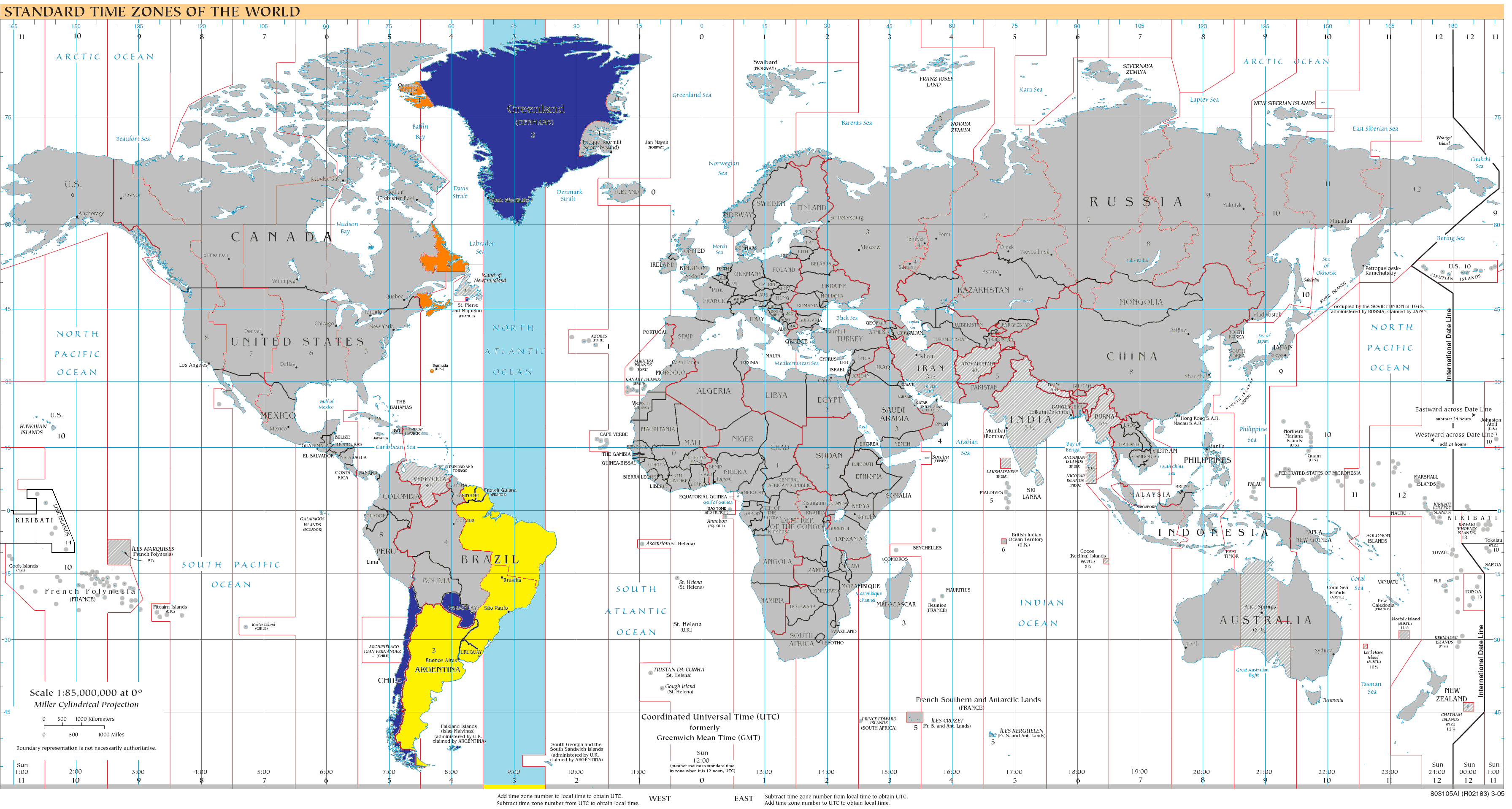
UTC−3:

UTC−3 ist eine Zonenzeit, die den Längenhalbkreis 45° West als Bezugsmeridian hat. Auf Uhren mit dieser Zonenzeit ist es drei Stunden früher als die koordinierte Weltzeit (UTC), vier Stunden früher als die mitteleuropäische Zeit (MEZ) und fünf Stunden früher als die mitteleuropäische Sommerzeit (MESZ).
Am Meridian 45° W (−45°) wird der tägliche Sonnenhöchststand erst drei Stunden später (3 · −15° = −45°) erreicht als am Nullmeridian.

## Geltungsbereich (ohne Sommerzeiten)
- Argentinien
- Brasilien:
  -  Alagoas
  -  Amapá
  -  Bahia
  -  Ceará
  -  Distrito Federal
  -  Espírito Santo (außer Trindade und Martim Vaz)
  -  Goiás
  -  Maranhão
  -  Minas Gerais
  -  Pará
  -  Paraíba
  -  Paraná
  -  Pernambuco (außer Fernando de Noronha und Sankt-Peter-und-Sankt-Pauls-Felsen)
  -  Piauí
  -  Rio de Janeiro
  -  Rio Grande do Norte (außer Rocas-Atoll)
  -  Rio Grande do Sul
  -  Santa Catarina
  -  São Paulo
  -  Sergipe
  -  Tocantins
- Chile (außer Osterinsel)
- Frankreich:
  -  Französisch-Guayana
  -  Saint-Pierre und Miquelon
- Suriname
- Uruguay
- Vereinigtes Königreich
  -  Falklandinseln